# Солидарность — Люди важнее прибыли
«Солидарность — Люди важнее прибыли» (англ. Solidarity–People Before Profit, ирл. Dlúthphartíocht–Pobal Roimh Bhrabús), до 2017 года «Альянс против мер жёсткой экономии — Люди важнее прибыли» (AAA—PBP — англ. Anti-Austerity Alliance–People Before Profit, ирл. Comhghuaillíocht Frith-Dhéine-Comhghuaillíocht an Phobail roimh Bhrabús) — ирландский избирательный союз двух левых политических партий: Солидарность (ранее Альянс против мер жёсткой экономии) и Альянс «Люди важнее прибыли», ядро которых составляют секции троцкистских интернационалов Комитет за рабочий интернационал (Социалистическая партия) и Международная социалистическая тенденция (Социалистическая рабочая сеть, ранее Социалистическая рабочая партия). Создан 6 октября 2015 года в преддверии парламентских выборов 2016 года в Республике Ирландия.

## История
В парламентских выборах 2011 года СП и СРП участвовали по отдельности — как Социалистическая партия и Альянс «Люди важнее прибыли» соответственно — но в рамках совместной платформы Объединённый левый альянс (англ. United Left Alliance), который также включал Группу действий рабочих и безработных, а также ряд независимых политиков левой ориентации.
В итоге, на выборах 2011 года крайне левые в лице Объединённого левого альянса значительно улучшили свои показатели. В числе пяти депутатов, избранных от ОЛА, двое (Джо Хиггинс и Клэр Дэли) представляли Соцпартию (кроме того, близок к избранию был ещё один её член, Мик Барри), двое (Ричард Бойд Барретт и Джоан Коллинз) — Социалистическую рабочую партию, и один (Шеймус Хили) — Группу действий рабочих и безработных. Место Джо Хиггинса в Европарламенте занял Пол Мёрфи, который не переизбрался на выборах 2014 года из-за разобщённости радикальных левых кандидатов, но в том же году прошёл в Дойл Эрян. На довыборах в Западном Дублине в парламент была избрана ещё одна социалистка, Рут Коппингер.
Накануне местных выборов 2014 года активисты Социалистической партии создали более широкую левую антикапиталистическую партию — Альянс против жёсткой экономии (ААА, Anti-Austerity Alliance). У Социалистической рабочей партии широкий фронт — Альянс «Люди важнее прибыли» (PBP, People Before Profit Alliance) — существовал ещё с 2005 года.
К парламентским выборам 2016 года обе организации объединились, образовав «Альянс против жёсткой экономии — Люди важнее прибыли» (Anti-Austerity Alliance — People Before Profit). Она получила почти 4 % голосов на выборах, проведя 6 депутатов в Дойл Эрян, из которых трое (Пол Мёрфи, Рут Коппингер и Мик Барри) представляют «Солидарность» / ААА и Социалистическую партию, а трое (Ричард Бойд Барретт, Джино Кенни и Брид Смит) — PBP.
В Северной Ирландии Альянс «Люди важнее прибыли» продолжает выступать самостоятельно. На местных выборах в Соединённом Королевстве 2016 года он провёл двух своих кандидатов в Ассамблею Северной Ирландии — 29-летнего Джерри Кэролла и 73-летнего Имона Макканна.